# Apretón de manos

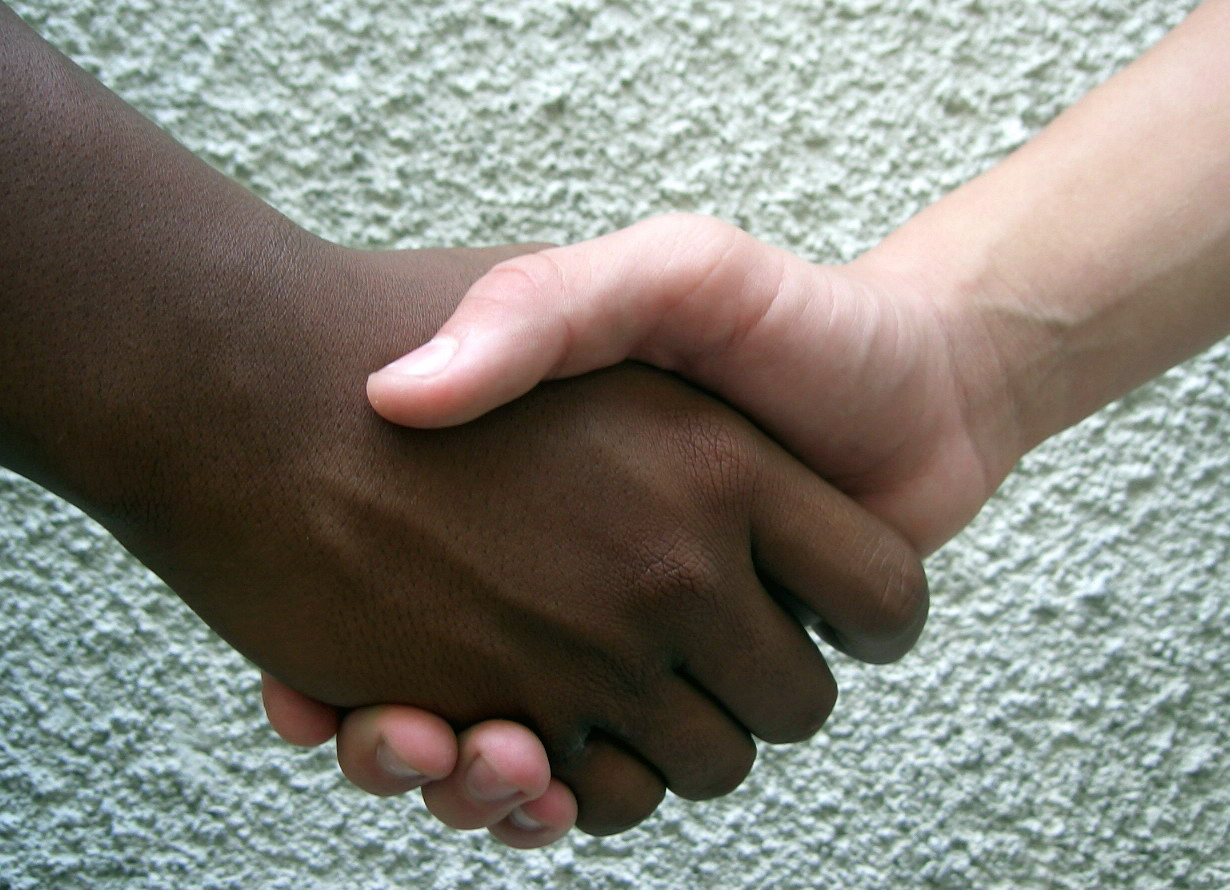
Apretón de manos.

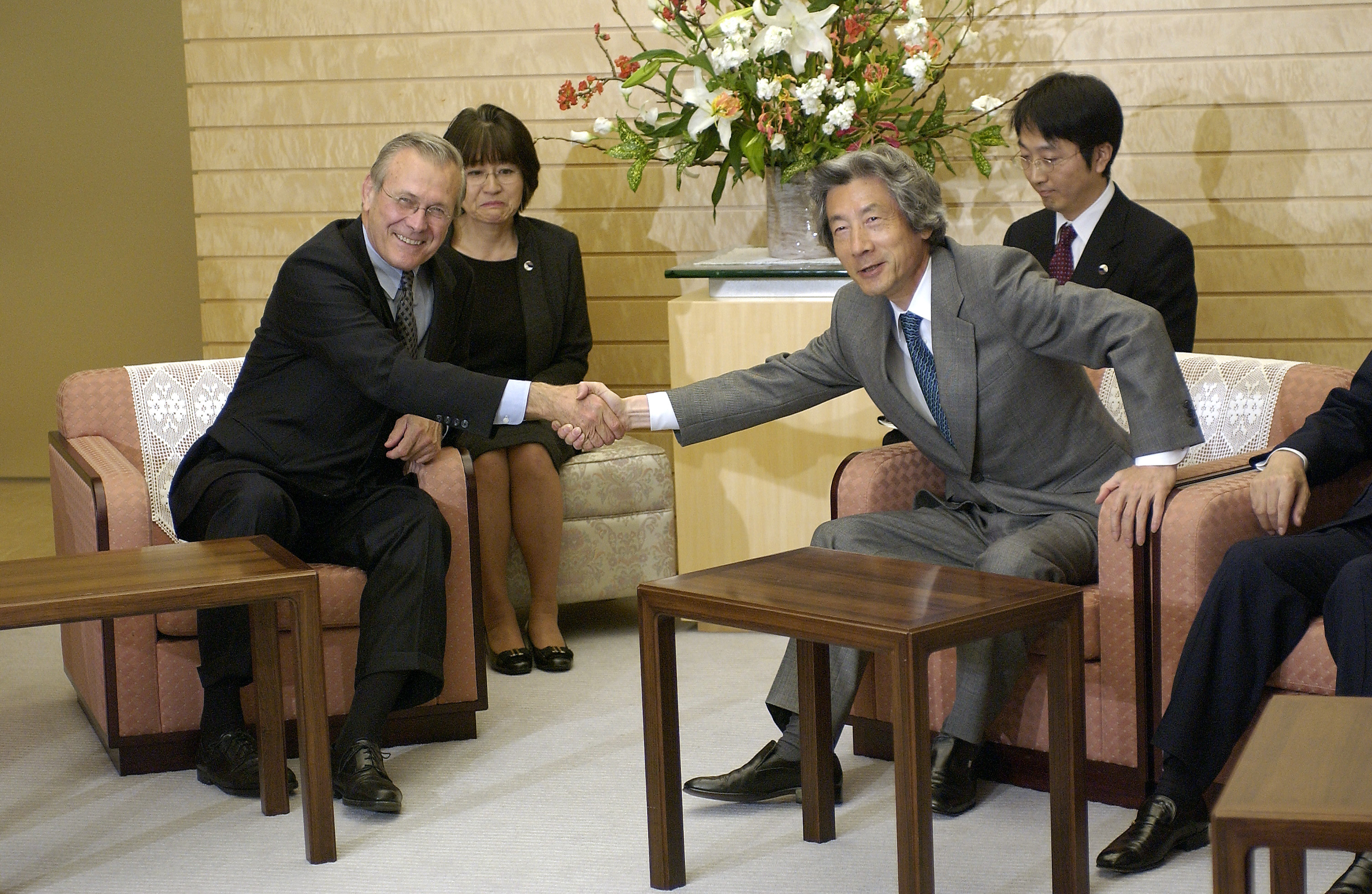
Apretón de manos entre Donald Rumsfeld y Jun'ichirō Koizumi.

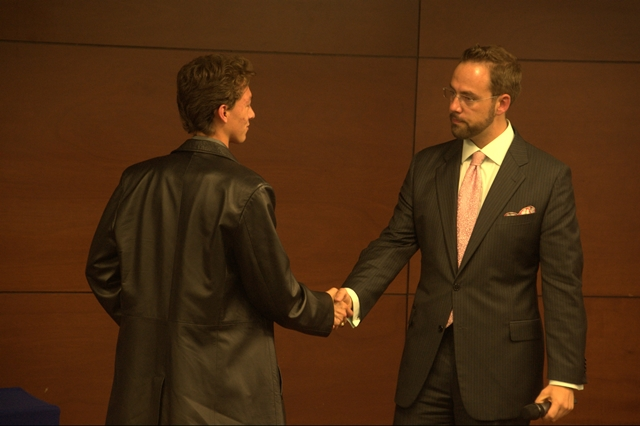
Consultor de imagen muestra técnica de apretón de manos en un seminario.

Un apretón de manos (o estrechón de manos) es un tipo de ritual corto para saludar, donde dos manos, derecha con derecha o izquierda con izquierda, son aferradas una con la otra, generalmente realizado cuando dos personas se encuentran o despiden, o cuando se termina un acuerdo. Su propósito es demostrar buenas intenciones y posiblemente haya sido originado como un gesto para mostrar que las manos no portan armas.
Generalmente es considerado inapropiado el rechazar un apretón de manos y en la mayoría de los círculos sociales se espera que aquella persona con el mayor estatus social sea quien lo inicie,
particularmente de una reina.
Antiguamente era considerado un insulto el entregar la mano izquierda en vez de la derecha, mas hoy en día, los Scouts, miembros de las organizaciones que promueven el escultismo, han cultivado la tradición de un saludo con la mano izquierda basados en una experiencia de guerra de Robert Baden-Powell.
En muchos lugares del mundo, un saludo de manos con un apretón mediocre o no existente no es bien aceptado. Tampoco suele ser apreciado un saludo de manos donde alguno de los participantes tenga la mano sudada o sucia, especialmente si padece alguna enfermedad, pues los apretones de manos son una vía común de transmisión de virus como los del resfriado común o el COVID-19.
En el marco de la pandemia de COVID-19, entidades sanitarias y gubernamentales aconsejaron evitar estrechar las manos, con el objetivo de disminuir el riesgo de contagio de la enfermedad mediante el contacto físico, exhortando a utilizar otras maneras alternativas para saludar o despedirse, popularizando así en épocas de pandemia el choque de puños o incluso el de codos.

## Historia
El apretón de manos es antiguo. Hay ciertos indicios, ya en época prerromana, que así lo atestiguan. Se trata de las denominadas «teseras de hospitalidad», documento portátil en bronce o plata del que cada parte comprometida conserva una mitad. Estas teseras tienen forma figurada (animal: jabalí, delfín, etc., «manos entrelazadas» o formas geométricas). El texto está escrito en varios casos en lengua celtibérica (Osma, Monreal de Ariza, Sasamón, Cabeza del Griego, etc.) y otros en lengua latina, y su límite cronológico se sitúa entre los siglos II a. C.-I d. C.
Los «pactos de hospitalidad» eran una costumbre muy asentada entre los pueblos indoeuropeos occidentales y en la península ibérica un elemento indígena que pervivió a la organización romana. Eran acuerdos de amistad, una vinculación especial por la cual los implicados (individuos o ciudades) se recibían en mutua protección, reconociéndose leyes, derechos y deberes que se plasman sobre teseras (manos entrelazadas) o cartas tábulas (tablas de bronce). Hasta entonces los pactos de hospitalidad siempre habían sido verbales, un rito con presencia de testigos y de los dioses que actuaban como garantes. Las teseras y kortikas (cortes o cartas) de nuestro legado arqueológico fueron escritas en lengua celtíbera y alfabeto ibérico (similar al griego) y latino.
El apretón de manos se utilizó en la Edad Media. Los caballeros para saludarse «daban» la mano contraria al lugar donde llevaba la espada, que solía ir colgada a la izquierda. Al ofrecer esa mano el contrincante se aseguraba de que este no iba a sacar la espada de repente para atacarlo.
De hecho, "en el mundo antiguo, el apretón de manos aparece en jarrones, lápidas y losas en escenas de bodas, dioses cerrando tratos, guerreros jóvenes que parten a la batalla y la llegada de los muertos al más allá. En el canon literario, se remonta a la Ilíada y la Odisea." 
Desde el siglo XX, el apretón de manos occidental es utilizado en todo el mundo, aunque algunas culturas poseen formas alternativas de saludar, las cuales son preferidas sobre el apretón. Se dice que las sociedades secretas y algunos grupos privados incorporan saludos de manos únicos.